# Johann Christian Gottlob Baumgarten
Johann Christian Gottlob Baumgarten est un médecin et un botaniste prussien, né le 7 avril 1756 à Luckau, électorat de Saxe et mort le 19 décembre 1843 à Schäßburg en Transylvanie (aujourd'hui Schäßburg en Hongrie).
Après des études à Dresde et à Leipzig, s’installe en 1793 près de Siebenbürgen où il passe le reste de sa vie. Sans formation scientifique, il commence alors à étudier la flore de la région encore à l’époque méconnue et fait paraître en 1816, la première partie d’une flore.

## Source
- Traduction de l'article de langue allemande de Wikipédia (version du 15 septembre 2006).
- Ressources relatives à la recherche :   - Biodiversity Heritage Library
  - Harvard University Herbaria & Libraries
  - International Plant Names Index
- Ressource relative aux beaux-arts :   - Te Papa Tongarewa

Baumg. est l’abréviation botanique standard de Johann Christian Gottlob Baumgarten.
Consulter la liste des abréviations d'auteur en botanique ou la liste des plantes assignées à cet auteur par l'IPNI, la liste des champignons assignés par MycoBank, la liste des algues assignées par l'AlgaeBase et la liste des fossiles assignés à cet auteur par l'IFPNI.